# Les Espions
Les Espions és una pel·lícula de misteri franco-italiana de 1957 escrita i dirigida per Henri-Georges Clouzot basant-se en la novel·la d'Egon Hostovsky Le Vertige de minuit; és protagonitzada per Curd Jürgens, Peter Ustinov O. E. Hasse, Sam Jaffe, Paul Carpenter, Véra Clouzot, Martita Hunt i Gérard Séty. La música va ser composta per Georges Auric.
Va ser rodat a Saint-Maurice a París. Els decorats de la pel·lícula van ser dissenyats pel director d'art René Renoux.

## Trama
La trama tracta d'un metge d'un hospital psiquiàtric deteriorat, a qui li ofereixen una gran quantitat de diners per acollir un nou pacient. Aviat el lloc està ple de personatges sospitosos i secrets, tots agents secrets aparentment internacionals que intenten esbrinar qui i què és el pacient.

## Repartiment
- Curd Jürgens com a Alex
- Peter Ustinov com a Michel Kaminsky
- O. E. Hasse com Hugo Vogel
- Sam Jaffe com a Sam Cooper
- Paul Carpenter com el coronel Howard
- Véra Clouzot com a Lucie
- Martita Hunt com a Connie Harper
- Gérard Séty com a doctor Malic
- Gabrielle Dorziat com a Madame Andrée - la infermera
- Louis Seigner com a Valette, la morfinòmana
- Pierre Larquey com El taxista
- Georgette Anys com a El estanc
- Jean Brochard com a Supervisor-General
- Bernard Lajarrige com El cambrer
- Dominique Davray com l'alsaciana
- Daniel Emilfork com a Helmut Petersen, un espia
- Jean-Jacques Lécot com a fals controlador (com a Jean-Jacques Lecot)
- Robert Lombard com a controlador
- Patrick Dewaere com a Le petit Moinet (com a Patrick Maurin)
- Clément Harari com a Víctor, el cambrer fals
- Sacha Pitoeff com a Leon (com a Sacha Pitoeff)
- Fernand Sardou com a Pierre